# Путилівка (пам'ятка природи)
Пути́лівка — гідрологічна пам'ятка природи місцевого значення в Україні. Об'єкт природно-заповідного фонду Волинської області. 
Розташована в межах Луцького району Волинської області, неподалік від селища Цумань і села Башлики. 
Площа 86,5 га. Статус надано згідно з рішенням облвиконкому від 04.11.1997 року № 12/4. Перебуває у віданні Цуманської селищної громади. 
Статус надано для збереження природних комплексів в акваторії річки Путилівки і кількох ставів у басейні річки. 

## Галерея

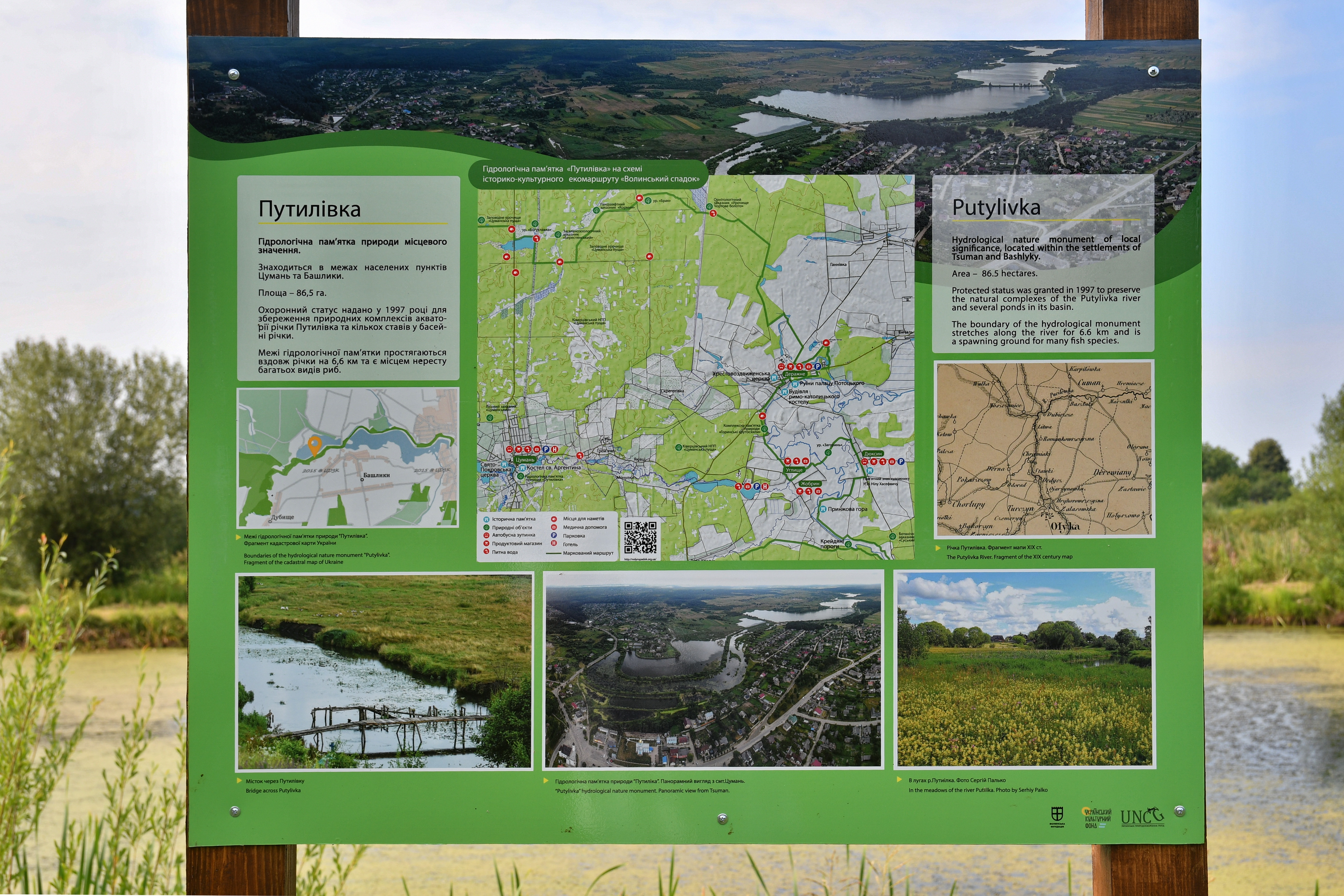
Інформаційна дошка
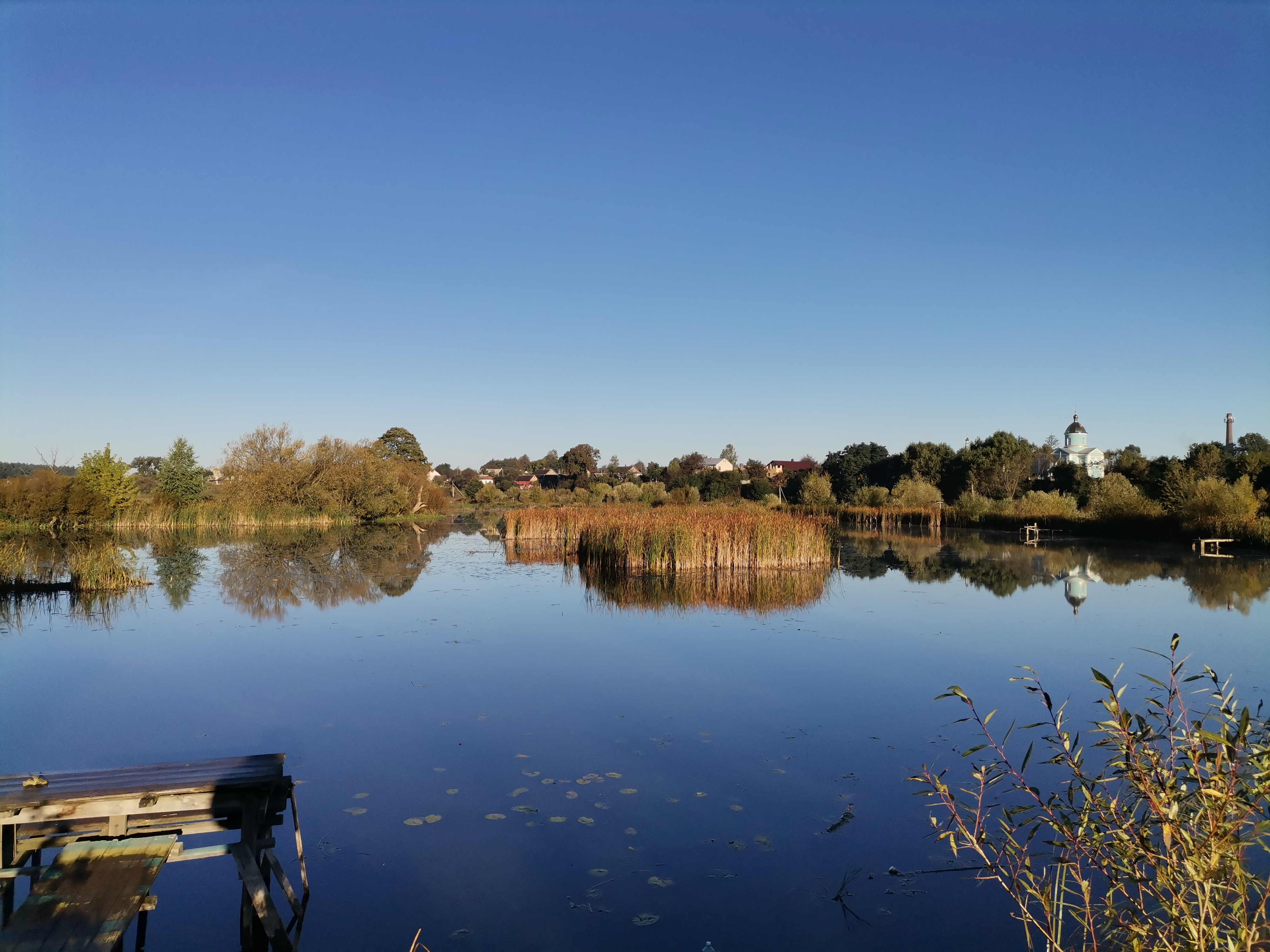
р. Путилівка
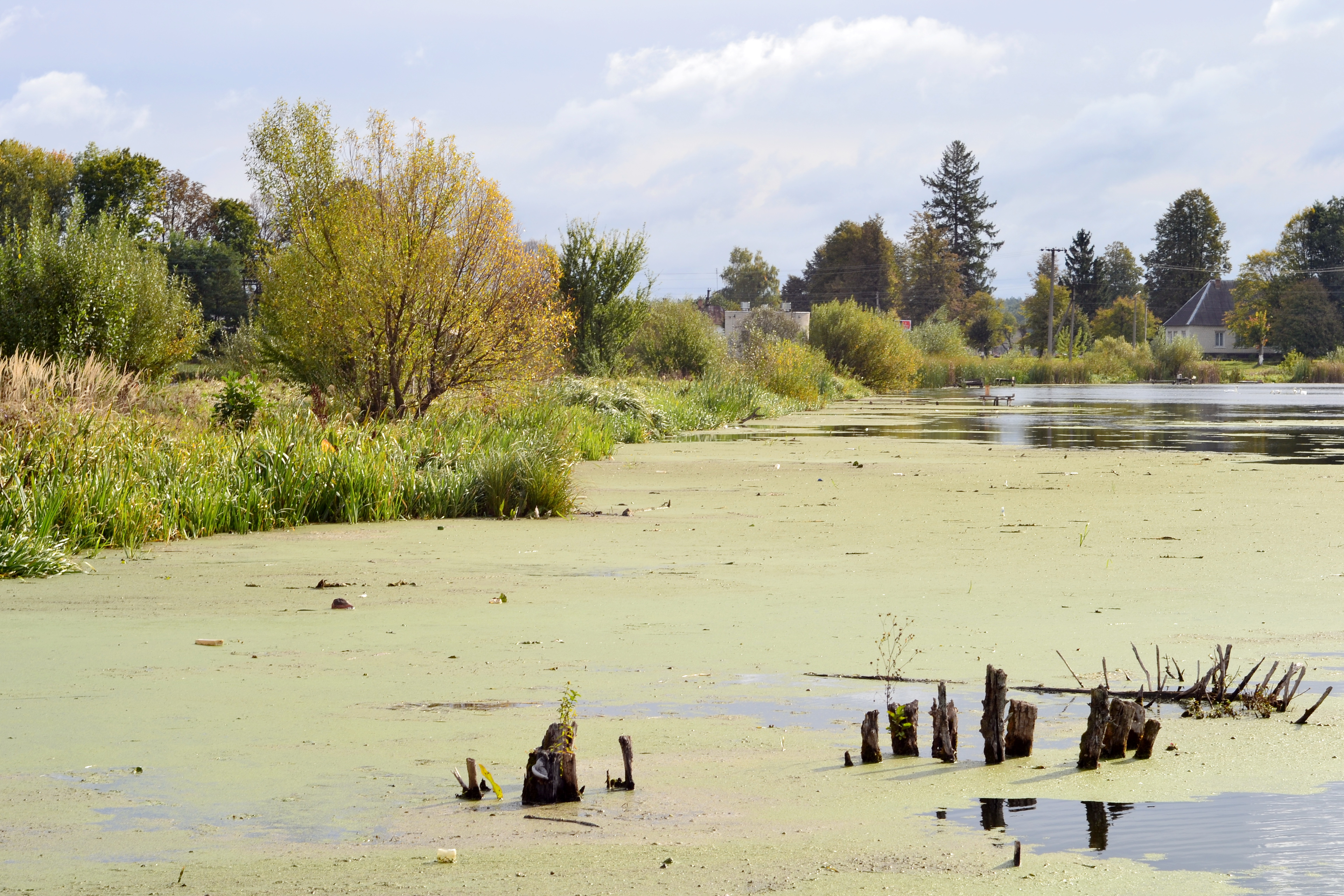
р. Путилівка
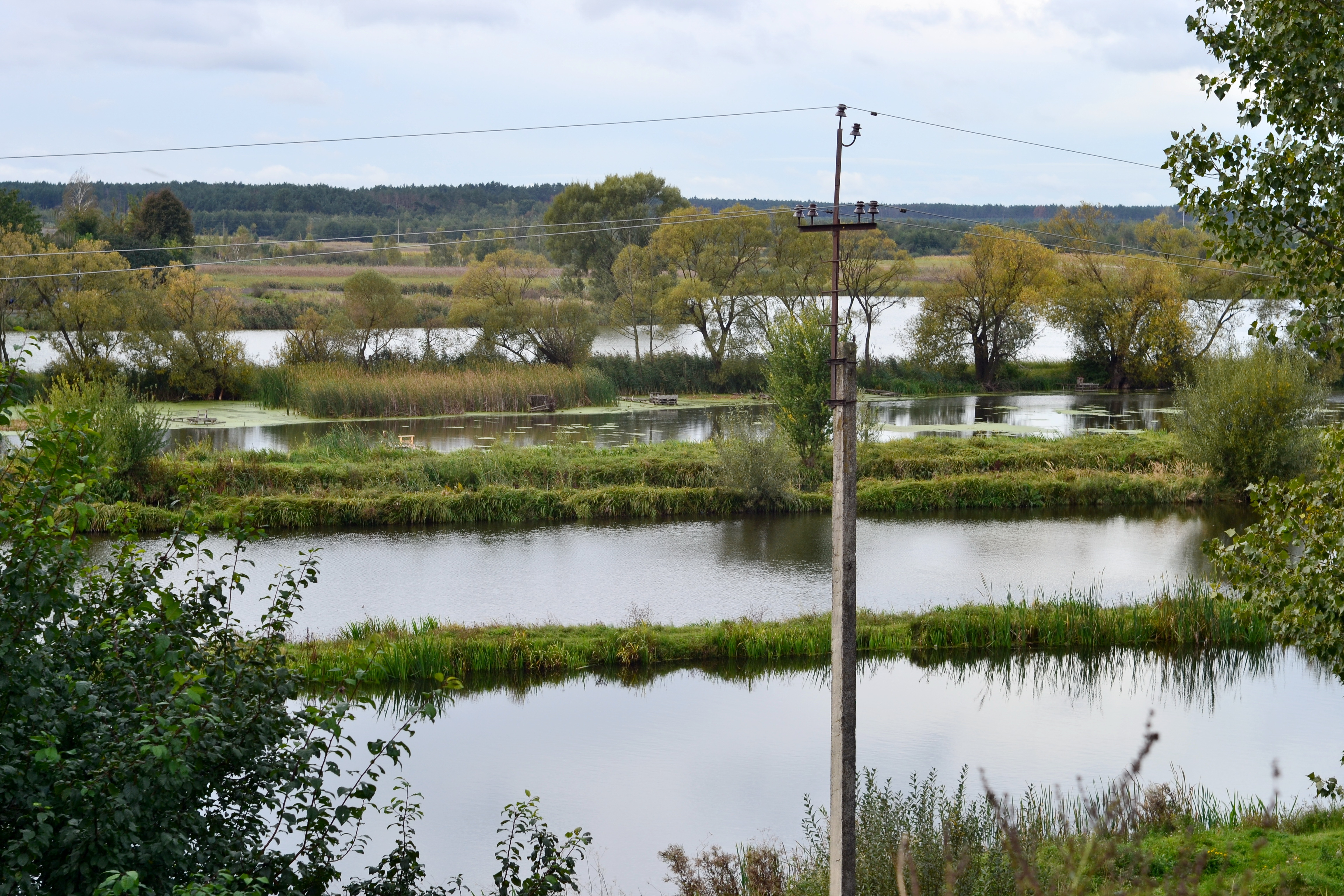
Вигляд від церкви
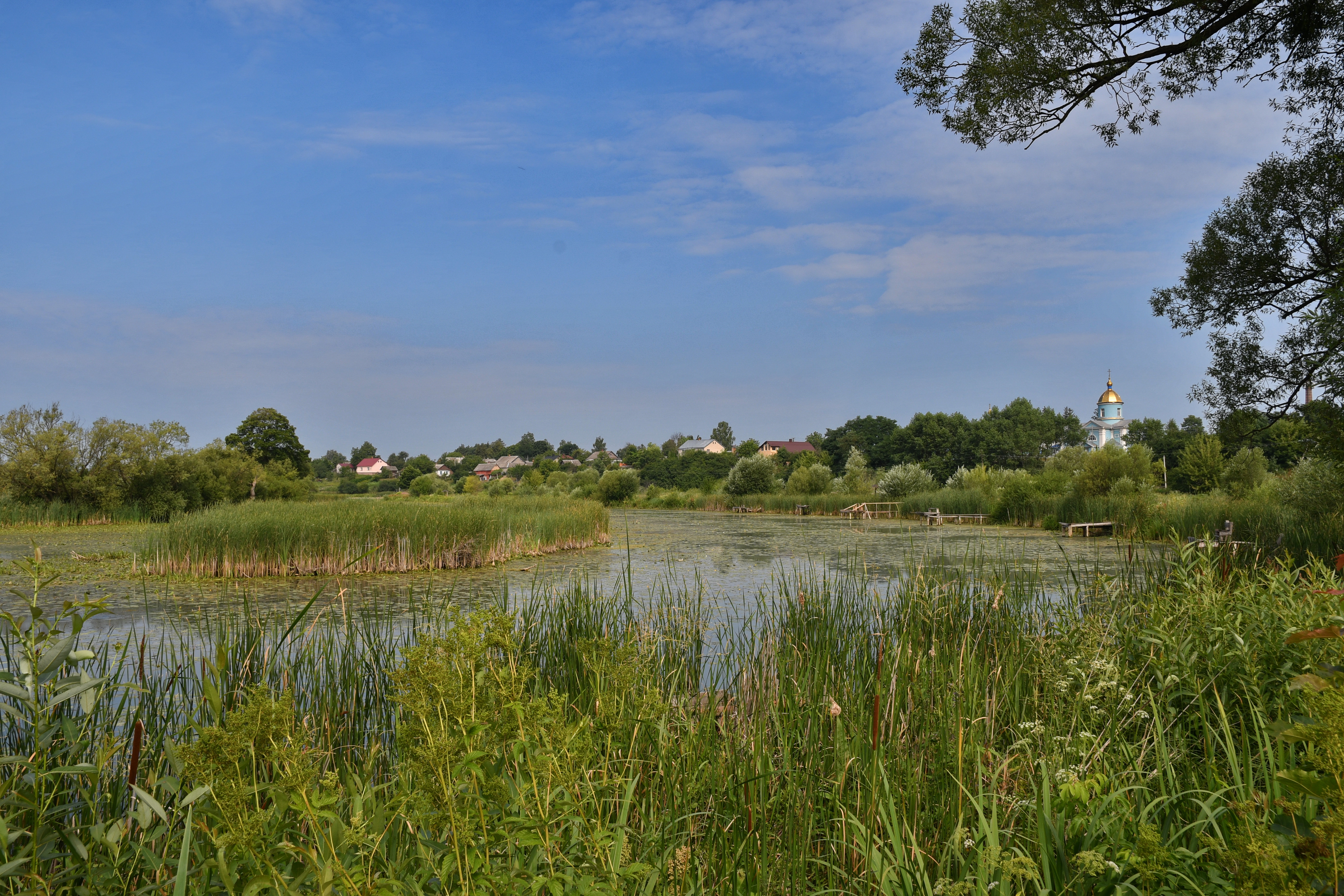
Вигляд з мосту
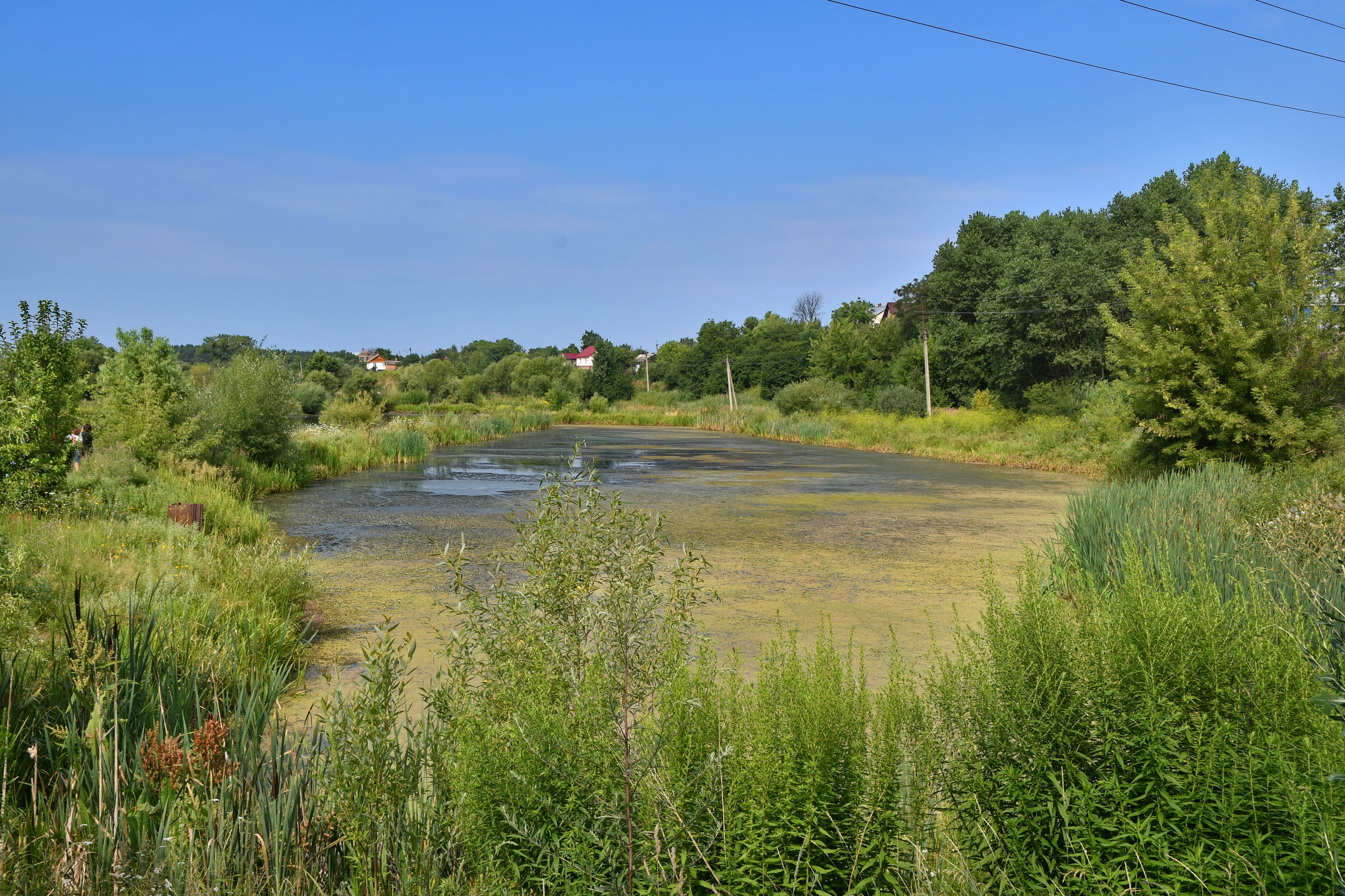
Вигляд з мосту